# Mercatone Uno (Radsportteam)
Mercatone Uno war eine italienische Radsportmannschaft, die von 1997 bis 2003 existierte. 
Gesponsert wurde das Team von der italienischen Verbrauchermarkt-Kette Mercatone Uno und verschiedenen Co-Sponsoren. Es ging aus der Mannschaft Carrera Jeans hervor. Nur in den Jahren 1997 und 2002 hieß das Team ausschließlich Mercatone Uno. In seinem letzten Jahr wurde es auf den UCI-Status GS-2 zurückgestuft.
Team-Manager waren u. a. Luciano Pezzi (bis 1998), Franco Cornacchia (1999), Manuela Ronchi und Roberta Gasperoni. Sportliche Leiter waren u. a. Giuseppe Martinelli, Alessandro Giannelli, Orlando Maini und Marino Amadori.
Der größte Erfolg des Teams war das Rundfahrt-Double von Marco Pantani, der 1998 sowohl Giro d’Italia als auch Tour de France gewann. Außerdem gewann Stefano Garzelli den Giro und die Tour de Suisse.

## Bekannte Fahrer
| - Igor Astarloa (2000–2001) - Fabiano Fontanelli (1998–2003) - Stefano Garzelli (1997–2000) - Dimitri Konyschew (1998–1999) - Christian Moreni (2001) | - Marco Pantani (1997–2003) - Marco Velo (1998–2001) - Beat Zberg (1997) - Markus Zberg (1997) |

## Größte Erfolge
- Tour de France
  - 1997: 13. & 15. Etappe (Pantani)
  - 1998: Gesamtsieg , 11. & 15. Etappe (Pantani)
  - 1999: 14. Etappe (Konyschw)
  - 2000: 12. & 15. Etappe (Pantani)
- Giro d’Italia
  - 1998: Gesamtsieg , Bergwertung , 14. & 19. Etappe (Pantani)
  - 1999: 8., 15., 19. & 20. Etappe (Pantani)
  - 2000: Gesamtsieg , 18. Etappe (Garzelli)
- Tour de Suisse
  - 1998: Gesamtsieg  4. & 5. Etappe (Garzelli)
  - 2000: 8. Etappe (Garzelli)
- Tirreno–Adriatico
  - 1997: 7. Etappe (Mario Traversoni)
- Katalonien-Rundfahrt
  - 2001: 7. Etappe (Daniele De Paoli)